# Sportverein Meppen 1912 1997-1998
Questa voce raccoglie le informazioni riguardanti lo Sportverein Meppen 1912 nelle competizioni ufficiali della stagione 1997-1998.

## Stagione
Nella stagione 1997-1998 il Meppen, allenato da Paul Linz e Wolfgang Rolff, concluse il campionato di 2. Bundesliga al 18º posto e fu retrocesso in Regionalliga. In Coppa di Germania il Meppen fu eliminato agli ottavi di finale dall'Uerdingen 05.

## Rosa
| N. |                       | Ruolo | Calciatore        |
| -- | --------------------- | ----- | ----------------- |
| 1  | Germania (bandiera)   | P     | Simon Henzler     |
| 6  | Germania (bandiera)   | C     | Matthias Keller   |
| 10 | Finlandia (bandiera)  | C     | Marko Myyry       |
| 11 | Germania (bandiera)   | D     | Bernd Deters      |
| 22 | Germania (bandiera)   | D     | Eckhard Vorholt   |
| 1  | Germania (bandiera)   | P     | Stefan Brasas     |
| 16 | Germania (bandiera)   | P     | Stefan Hülswitt   |
| 32 | Slovacchia (bandiera) | D     | Peter Fieber      |
| 5  | Germania (bandiera)   | D     | Andreas Helmer    |
| 4  | Germania (bandiera)   | D     | Thomas Kluge      |
| 25 | Germania (bandiera)   | D     | Michael Prus      |
| 2  | Germania (bandiera)   | D     | Matthias Rose     |
| 19 | Germania (bandiera)   | D     | Sebastian Röttger |
| 28 | Germania (bandiera)   | D     | Ralf Voigt        |
| 14 | Germania (bandiera)   | C     | Thomas Böttche    |

| N. |                                 | Ruolo | Calciatore        |
| -- | ------------------------------- | ----- | ----------------- |
| 31 | Austria (bandiera)              | C     | Amir Bradaric     |
| 24 | Germania (bandiera)             | C     | Carsten Marell    |
| 7  | Germania (bandiera)             | C     | Manfred Schulte   |
| 15 | Germania (bandiera)             | C     | Guido Spork       |
| 21 | Germania (bandiera)             | C     | Mathias Surmann   |
| 3  | Germania (bandiera)             | C     | Markus von Ahlen  |
| 18 | Germania (bandiera)             | C     | Holger Wehlage    |
| 17 | Germania (bandiera)             | C     | Bernd Winter      |
| 20 | Croazia (bandiera)              | A     | Damir Bujan       |
| 13 | Germania (bandiera)             | A     | Christian Claaßen |
| 23 | Macedonia del Nord (bandiera)   | A     | Josef Ivanović    |
| 26 | Bosnia ed Erzegovina (bandiera) | A     | Vedran Pelić      |
| 8  | Germania (bandiera)             | A     | Daniel Stendel    |
| 9  | Germania (bandiera)             | A     | Robert Thoben     |
| 27 | Germania (bandiera)             | A     | Alexander Ukrow   |

## Organigramma societario
Area tecnica
- Allenatore: Wolfgang Rolff
- Allenatore in seconda:
- Preparatore dei portieri:
- Preparatori atletici:

## Calciomercato

### Sessione estiva
| Acquisti | Acquisti        | Acquisti              | Acquisti |
| R.       | Nome            | da                    | Modalità |
| -------- | --------------- | --------------------- | -------- |
| D        | Ralf Voigt      | Arminia Bielefeld     |          |
| C        | Matthias Keller | Kaiserslautern        |          |
| A        | Vedran Pelić    | VfL Hamm/Sieg         |          |
| D        | Matthias Rose   | Amburgo               |          |
| C        | Guido Spork     | BFC Alemannia 1890 II |          |
| A        | Daniel Stendel  | Amburgo II            |          |
| C        | Mathias Surmann | Olympia Laxten        |          |

| Cessioni | Cessioni          | Cessioni     | Cessioni |
| R.       | Nome              | a            | Modalità |
| -------- | ----------------- | ------------ | -------- |
| C        | Lamin Conteh      | Boavista     |          |
| A        | Karsten Imort     | Verl         |          |
| A        | Mario Lau         | Magdeburgo   |          |
| C        | Zbigniew Szewczyk | TeBe Berlino |          |

### Sessione invernale
| Acquisti | Acquisti       | Acquisti          | Acquisti |
| R.       | Nome           | da                | Modalità |
| -------- | -------------- | ----------------- | -------- |
| C        | Amir Bradaric  | Vorwärts Steyr    |          |
| D        | Peter Fieber   | Petržalka         |          |
| P        | Simon Henzler  | Wacker Innsbruck  |          |
| A        | Josef Ivanović | Arminia Bielefeld |          |

| Cessioni | Cessioni | Cessioni | Cessioni |
| R.       | Nome     | a        | Modalità |
| -------- | -------- | -------- | -------- |

## Risultati

### 2. Bundesliga

#### Girone di andata
| Arbitro: | Wagner |

|                      |           |             |
| Thoben 25’ Myyry 38’ | Marcatori | 71’ Seifert |

| Arbitro: | Wack |

|                       |           |                        |
| Schmitt 38’ Krieg 77’ | Marcatori | 3’ Stendel 49’ Schulte |

| Arbitro: | Hufgard |

|                       |           |                                       |
| Ukrow 40’ Böttche 75’ | Marcatori | 31’ (rig.) Dobrovol'skij 68’ Niestroj |

| Arbitro: | Sippel |

|              |           |            |
| Feinbier 60’ | Marcatori | 53’ Thoben |

| Arbitro: | Margenberg |

|             |           |            |
| Stendel 48’ | Marcatori | 8’ Beierle |

| Arbitro: | Insam |

|                  |           |  |
| Lazic 39’ (rig.) | Marcatori |  |

| Arbitro: | Kinhöfer |

|             |           |  |
| Stendel 89’ | Marcatori |  |

| Arbitro: | Gettke |

|                                  |           |                        |
| Baya 24’, 49’ Weißhaupt 60’, 83’ | Marcatori | 47’ Stendel 78’ Thoben |

| Arbitro: | Dörr |

|                                                        |           |  |
| Böttche 10’, 47’ Stendel 45’, 85’ Ukrow 56’ Helmer 82’ | Marcatori |  |

| Arbitro: | Salver |

|                            |           |            |
| Bärwolf 68’ Zimmermann 70’ | Marcatori | 67’ Marell |

| Arbitro: | Friedrichs |

|           |           |              |
| Ukrow 65’ | Marcatori | 53’ Sobotzik |

| Arbitro: | Frey |

|                                    |           |  |
| van Buskirk 25’ Wollitz 76’ (rig.) | Marcatori |  |

| Arbitro: | Wendorf |

|          |           |  |
| Vier 44’ | Marcatori |  |

| Arbitro: | Neis |

|            |           |           |
| Thoben 61’ | Marcatori | 73’ Seitz |

| Arbitro: | Wack |

|                      |           |  |
| Azzouzi 40’ Dürr 77’ | Marcatori |  |

| Arbitro: | Schößling |

|  |           |                                |
|  | Marcatori | 11’, 45’ Savichev 75’ Springer |

| Arbitro: | Hufgard |

|                                 |           |  |
| Klopp 73’ Kramny 76’ Sohler 90’ | Marcatori |  |

#### Girone di ritorno
| Zwickau 13 febbraio 1998, ore 19:00 CET 18ª giornata | Zwickau  | 0 – 0 referto | Meppen | Westsachsenstadion (8 000 spett.)\| Arbitro: \| Kammerer \| |
| Arbitro:                                             | Kammerer |               |        |                                                             |

| Arbitro: | Fleischer |

|                  |           |                       |
| Stendel 51’, 83’ | Marcatori | 13’ Brdarić 53’ Krieg |

| Arbitro: | Wack |

|                                        |           |                                    |
| Tare 43’, 51’ Niestroj 74’ Leśniak 88’ | Marcatori | 3’ Bradaric 56’ Claaßen 79’ Helmer |

| Arbitro: | Sippel |

|             |           |  |
| Stendel 65’ | Marcatori |  |

| Arbitro: | Insam |

|                           |           |             |
| Stendel 2’, 7’ Claaßen 9’ | Marcatori | 90’ Hoßmang |

| Arbitro: | Gettke |

|                                                |           |  |
| Ćirić 20’ Ziemer 72’ (rig.) Wiesinger 75’, 89’ | Marcatori |  |

| Arbitro: | Wendorf |

|  |           |                                         |
|  | Marcatori | 2’, 66’, 77’ Weißhaupt 75’, 85’ Wassmer |

| Lipsia 9 aprile 1998, ore 19:00 CEST 26ª giornata | VfB Lipsia | 0 – 0 referto | Meppen | Bruno-Plache-Stadion (4 500 spett.)\| Arbitro: \| Schütz \| |
| Arbitro:                                          | Schütz     |               |        |                                                             |

| Arbitro: | Dardenne |

|                              |           |             |
| Becker 21’ Kevric 76’ (rig.) | Marcatori | 30’ Surmann |

| Arbitro: | Frey |

|  |           |                               |
|  | Marcatori | 45’ (rig.) Gerstner 86’ Kociš |

| Arbitro: | Margenberg |

|                  |           |  |
| Westerthaler 37’ | Marcatori |  |

| Arbitro: | Aust |

|                          |           |                            |
| Stendel 74’ Ivanović 90’ | Marcatori | 59’ Grauer 74’, 87’ Spizak |

| Arbitro: | Wagner |

|  |           |               |
|  | Marcatori | 43’, 62’ Vier |

| Arbitro: | Kinhöfer |

|              |           |  |
| Ahanfouf 78’ | Marcatori |  |

| Arbitro: | Blumenstein |

|                          |           |          |
| Thoben 50’ von Ahlen 58’ | Marcatori | 24’ Türr |

| Arbitro: | Buchhart |

|                                    |           |             |
| Marin 55’ Trulsen 86’ Springer 88’ | Marcatori | 78’ Stendel |

| Arbitro: | Salver |

|  |           |                                   |
|  | Marcatori | 41’ Kramny 58’ Sohler 79’ Demandt |

### Coppa di Germania
| Arbitro: | Sather |

|  |           |                        |
|  | Marcatori | 25’ Stendel 58’ Helmer |

| Arbitro: | Aust |

|                                                              |           |           |
| Stendel 33’ Myyry 54’ von Ahlen 60’ (rig.) Helmer 76’ (rig.) | Marcatori | 32’ Marić |

| Arbitro: | Zerr |

|  |           |                         |
|  | Marcatori | 12’ Wollitz 90’ Nikolic |

## Statistiche

### Statistiche di squadra
| Competizione      | Punti | In casa | In casa | In casa | In casa | In casa | In casa | In trasferta | In trasferta | In trasferta | In trasferta | In trasferta | In trasferta | Totale | Totale | Totale | Totale | Totale | Totale | DR  |
| Competizione      | Punti | G       | V       | N       | P       | Gf      | Gs      | G            | V            | N            | P            | Gf           | Gs           | G      | V      | N      | P      | Gf     | Gs     | DR  |
| ----------------- | ----- | ------- | ------- | ------- | ------- | ------- | ------- | ------------ | ------------ | ------------ | ------------ | ------------ | ------------ | ------ | ------ | ------ | ------ | ------ | ------ | --- |
| 2. Bundesliga     | 27    | 17      | 6       | 5       | 6       | 24      | 28      | 17           | 0            | 4            | 13           | 11           | 33           | 34     | 6      | 9      | 19     | 35     | 61     | -26 |
| Coppa di Germania | -     | 2       | 1       | 0       | 1       | 4       | 3       | 1            | 1            | 0            | 0            | 2            | 0            | 3      | 2      | 0      | 1      | 6      | 3      | +3  |
| Totale            | 27    | 19      | 7       | 5       | 7       | 28      | 31      | 18           | 1            | 4            | 13           | 13           | 33           | 37     | 8      | 9      | 20     | 41     | 64     | -23 |

### Andamento in campionato
| Giornata  | 1 | 2 | 3 | 4 | 5 | 6 | 7 | 8  | 9 | 10 | 11 | 12 | 13 | 14 | 15 | 16 | 17 | 18 | 19 | 20 | 21 | 22 | 23 | 24 | 25 | 26 | 27 | 28 | 29 | 30 | 31 | 32 | 33 | 34 |
| --------- | - | - | - | - | - | - | - | -- | - | -- | -- | -- | -- | -- | -- | -- | -- | -- | -- | -- | -- | -- | -- | -- | -- | -- | -- | -- | -- | -- | -- | -- | -- | -- |
| Luogo     | C | T | C | T | C | T | C | T  | C | T  | C  | T  | T  | C  | T  | C  | T  | T  | C  | T  | C  | C  | T  | C  | T  | T  | C  | T  | C  | C  | T  | C  | T  | C  |
| Risultato | V | N | N | N | N | P | V | P  | V | P  | N  | P  | P  | N  | P  | P  | P  | N  | N  | P  | V  | V  | P  | P  | N  | P  | P  | P  | P  | P  | P  | V  | P  | P  |
| Posizione | 7 | 6 | 7 | 6 | 6 | 9 | 7 | 10 | 5 | 7  | 8  | 13 | 14 | 13 | 15 | 15 | 17 | 16 | 17 | 17 | 16 | 17 | 16 | 17 | 17 | 17 | 17 | 17 | 17 | 17 | 17 | 17 | 17 | 18 |

Legenda:

Luogo: C = Casa; T = Trasferta. Risultato: V = Vittoria; N = Pareggio; P = Sconfitta.

### Statistiche dei giocatori
| Giocatore    | 2. Bundesliga | 2. Bundesliga | 2. Bundesliga | 2. Bundesliga | Coppa di Germania | Coppa di Germania | Coppa di Germania | Coppa di Germania | Totale   | Totale | Totale      | Totale     |
| Giocatore    | Presenze      | Reti          | Ammonizioni   | Espulsioni    | Presenze          | Reti              | Ammonizioni       | Espulsioni        | Presenze | Reti   | Ammonizioni | Espulsioni |
| ------------ | ------------- | ------------- | ------------- | ------------- | ----------------- | ----------------- | ----------------- | ----------------- | -------- | ------ | ----------- | ---------- |
| A. Bradaric  | 12            | 1             | 1             | 0             | 0                 | 0                 | 0                 | 0                 | 12       | 1      | 1           | 0          |
| S. Brasas    | 30            | 0             | 3             | 0             | 3                 | 0                 | 0                 | 0                 | 33       | 0      | 3           | 0          |
| D. Bujan     | 0             | 0             | 0             | 0             | 0                 | 0                 | 0                 | 0                 | 0        | 0      | 0           | 0          |
| T. Böttche   | 27            | 3             | 4             | 1             | 3                 | 0                 | 1                 | 0                 | 30       | 3      | 5           | 1          |
| C. Claaßen   | 28            | 2             | 2             | 0             | 2                 | 0                 | 0                 | 0                 | 30       | 2      | 2           | 0          |
| B. Deters    | 8             | 0             | 4             | 0             | 1                 | 0                 | 0                 | 0                 | 9        | 0      | 4           | 0          |
| P. Fieber    | 14            | 0             | 2             | 0             | 0                 | 0                 | 0                 | 0                 | 14       | 0      | 2           | 0          |
| A. Helmer    | 29            | 2             | 6             | 0             | 3                 | 2                 | 0                 | 1                 | 32       | 4      | 6           | 1          |
| S. Henzler   | 0             | 0             | 0             | 0             | 0                 | 0                 | 0                 | 0                 | 0        | 0      | 0           | 0          |
| S. Hülswitt  | 5             | 0             | 0             | 0             | 0                 | 0                 | 0                 | 0                 | 5        | 0      | 0           | 0          |
| J. Ivanović  | 13            | 1             | 0             | 1             | 0                 | 0                 | 0                 | 0                 | 13       | 1      | 0           | 1          |
| M. Keller    | 12            | 0             | 1             | 2             | 2                 | 0                 | 0                 | 0                 | 14       | 0      | 1           | 2          |
| T. Kluge     | 2             | 0             | 0             | 0             | 1                 | 0                 | 0                 | 0                 | 3        | 0      | 0           | 0          |
| C. Marell    | 24            | 1             | 0             | 0             | 2                 | 0                 | 0                 | 0                 | 26       | 1      | 0           | 0          |
| M. Myyry     | 22            | 1             | 2             | 1             | 3                 | 1                 | 0                 | 0                 | 25       | 2      | 2           | 1          |
| V. Pelić     | 0             | 0             | 0             | 0             | 0                 | 0                 | 0                 | 0                 | 0        | 0      | 0           | 0          |
| M. Prus      | 30            | 0             | 5             | 1             | 3                 | 0                 | 0                 | 0                 | 33       | 0      | 5           | 1          |
| M. Rose      | 18            | 0             | 4             | 1             | 1                 | 0                 | 0                 | 0                 | 19       | 0      | 4           | 1          |
| S. Röttger   | 3             | 0             | 0             | 0             | 0                 | 0                 | 0                 | 0                 | 3        | 0      | 0           | 0          |
| M. Schulte   | 10            | 1             | 6             | 0             | 3                 | 0                 | 2                 | 0                 | 13       | 1      | 8           | 0          |
| G. Spork     | 18            | 0             | 2             | 0             | 1                 | 0                 | 0                 | 0                 | 19       | 0      | 2           | 0          |
| D. Stendel   | 34            | 13            | 3             | 0             | 3                 | 2                 | 0                 | 0                 | 37       | 15     | 3           | 0          |
| M. Surmann   | 18            | 1             | 3             | 0             | 1                 | 0                 | 1                 | 0                 | 19       | 1      | 4           | 0          |
| R. Thoben    | 30            | 5             | 1             | 0             | 3                 | 0                 | 0                 | 0                 | 33       | 5      | 1           | 0          |
| A. Ukrow     | 16            | 3             | 3             | 0             | 3                 | 0                 | 2                 | 0                 | 19       | 3      | 5           | 0          |
| R. Voigt     | 5             | 0             | 2             | 0             | 0                 | 0                 | 0                 | 0                 | 5        | 0      | 2           | 0          |
| E. Vorholt   | 15            | 0             | 7             | 0             | 2                 | 0                 | 1                 | 0                 | 17       | 0      | 8           | 0          |
| H. Wehlage   | 4             | 0             | 0             | 0             | 0                 | 0                 | 0                 | 0                 | 4        | 0      | 0           | 0          |
| B. Winter    | 16            | 0             | 5             | 0             | 0                 | 0                 | 0                 | 0                 | 16       | 0      | 5           | 0          |
| M. von Ahlen | 23            | 1             | 7             | 0             | 2                 | 1                 | 0                 | 0                 | 25       | 2      | 7           | 0          |